# Boothipuram
Boothipuram è una suddivisione dell'India, classificata come town panchayat, di 9.623 abitanti, situata nel distretto di Theni, nello stato federato del Tamil Nadu. In base al numero di abitanti la città rientra nella classe V (da 5.000 a 9.999 persone).

## Geografia fisica
La città è situata a 10° 01' 12 N e 77° 25' 45 E.

## Società

### Evoluzione demografica
Al censimento del 2001 la popolazione di Boothipuram assommava a 9.623 persone, delle quali 4.901 maschi e 4.722 femmine. I bambini di età inferiore o uguale ai sei anni assommavano a 1.112, dei quali 614 maschi e 498 femmine. Infine, coloro che erano in grado di saper almeno leggere e scrivere erano 5.729, dei quali 3.371 maschi e 2.358 femmine.